# Schlosspark Schillersdorf

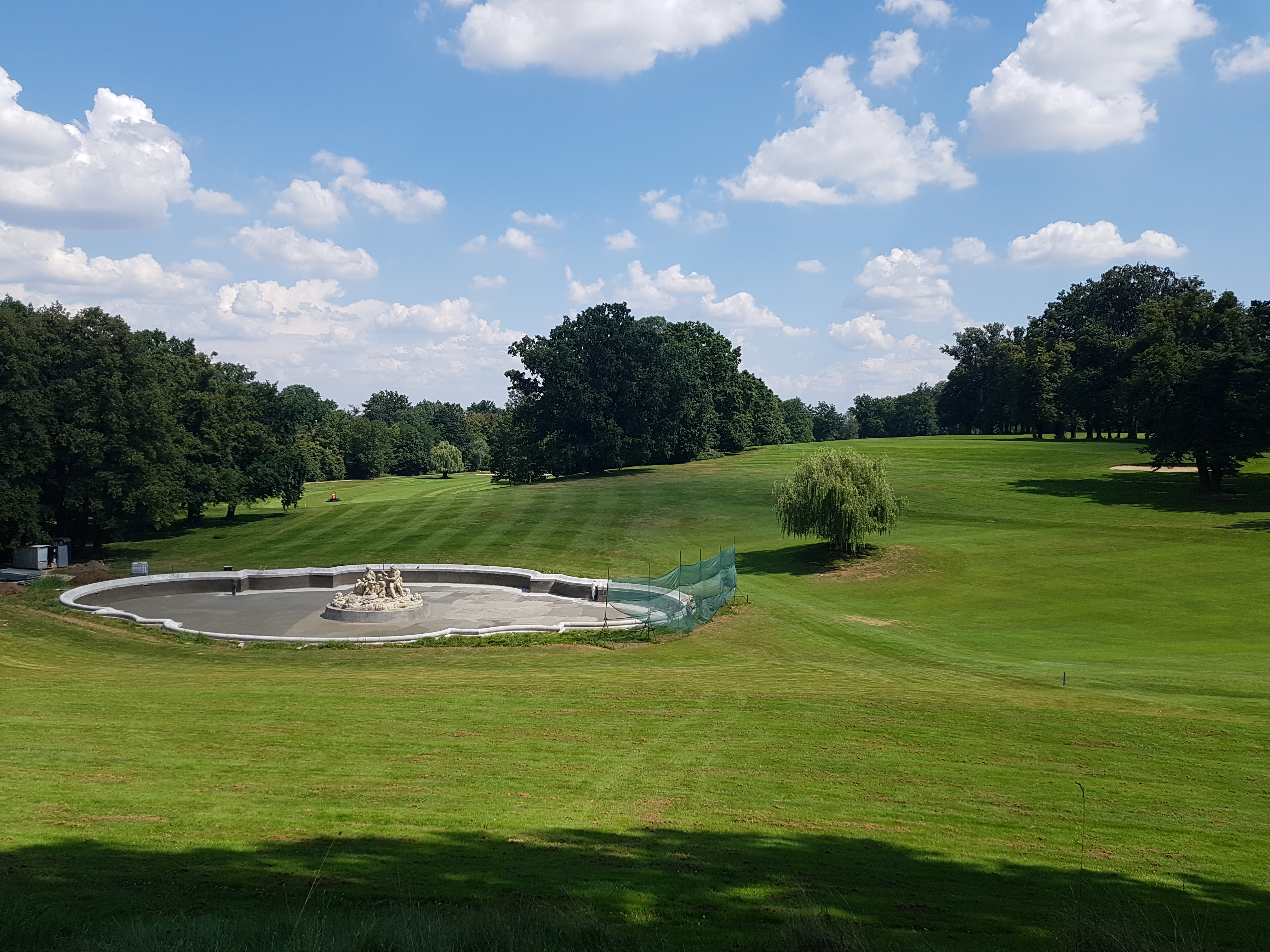
Golfplatz mit Neptunbrunnen

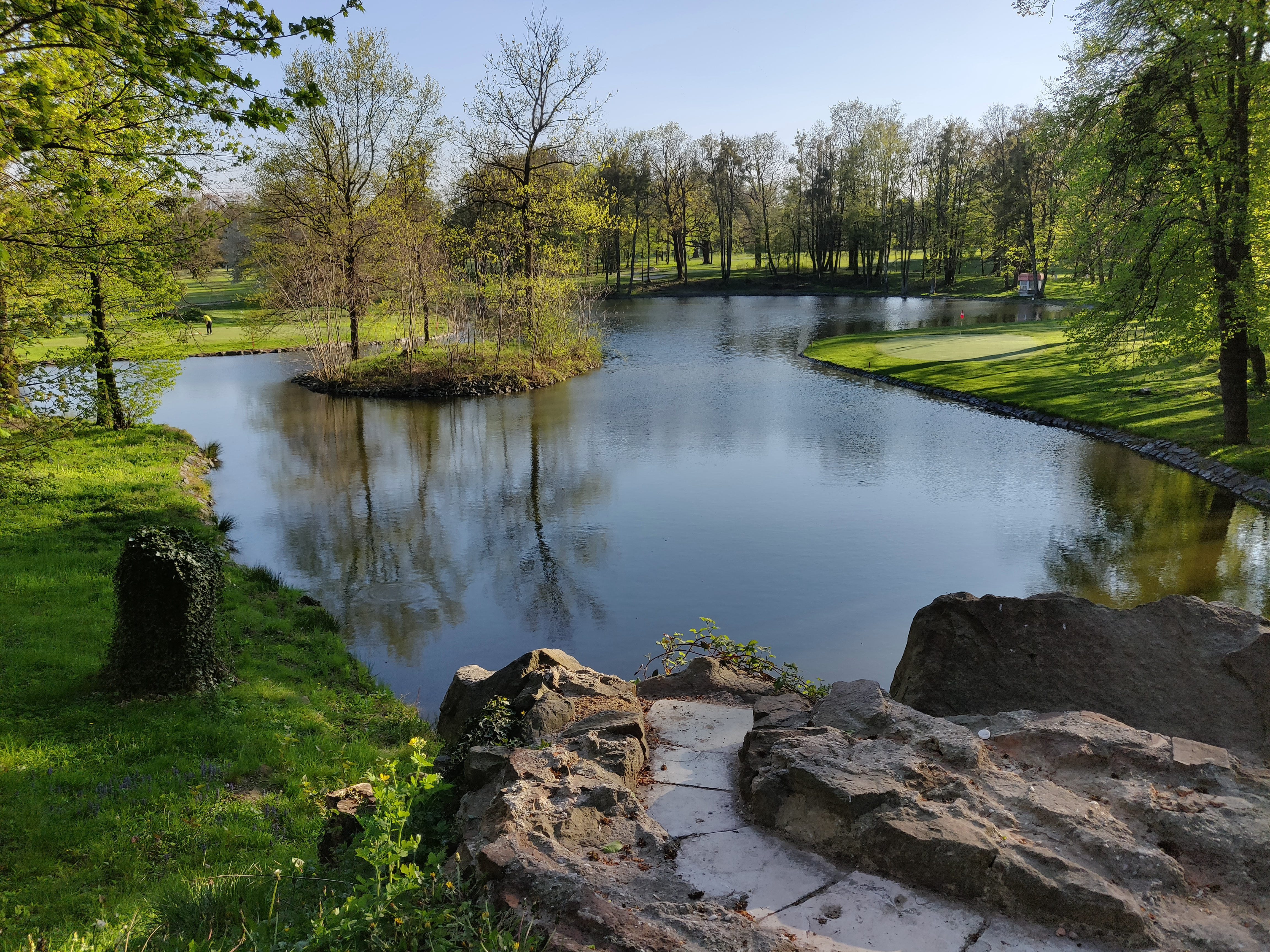
Teich beim Jagdschlösschen

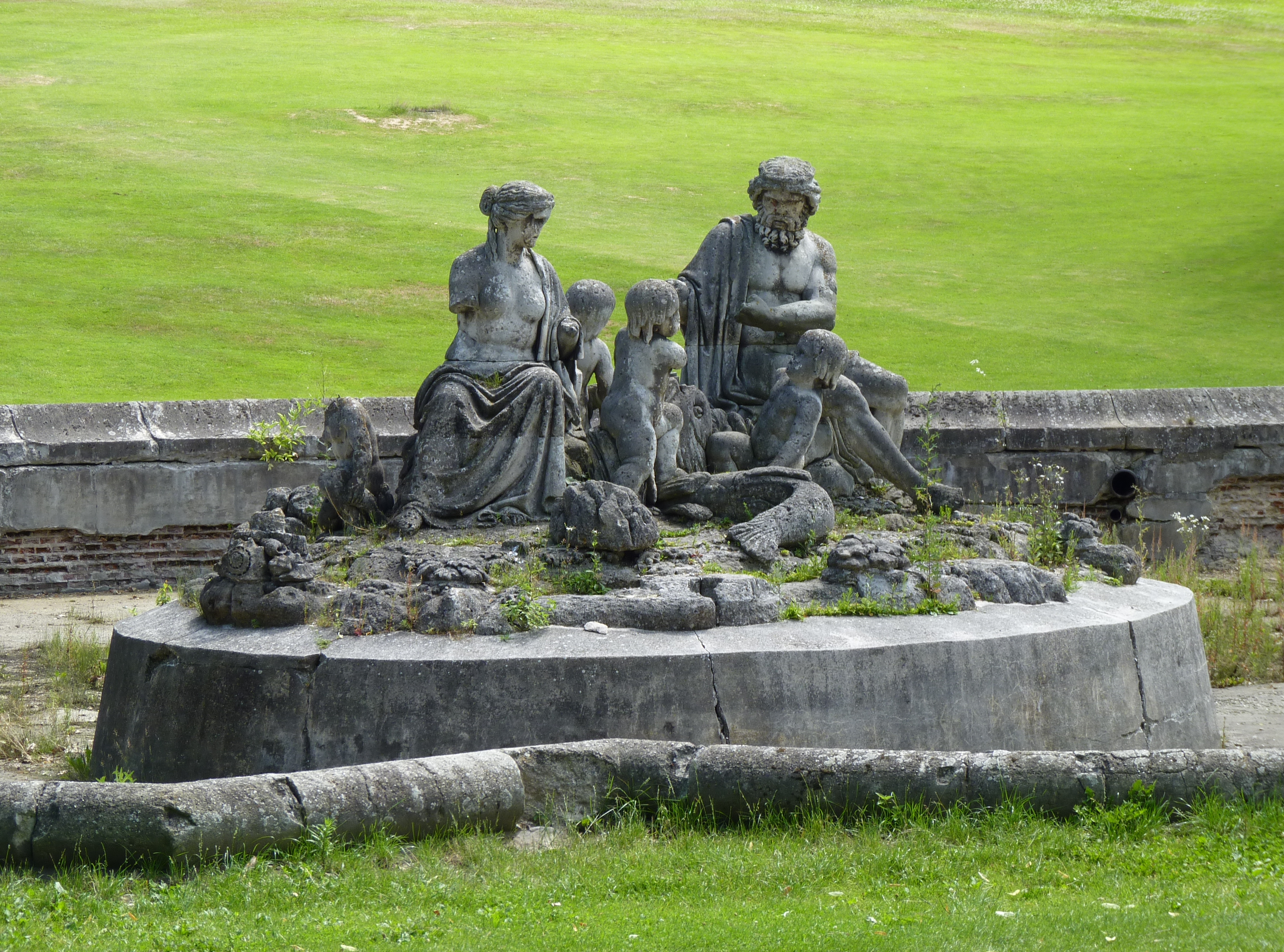
Figuren des Neptunbrunnens

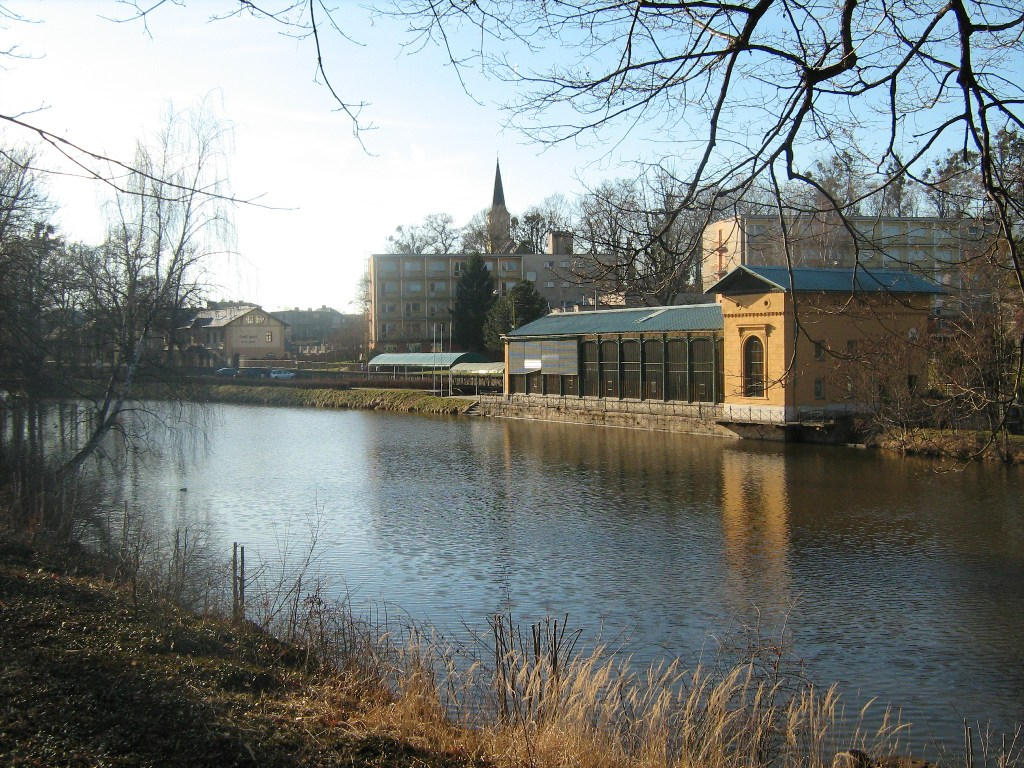
Palmenhaus

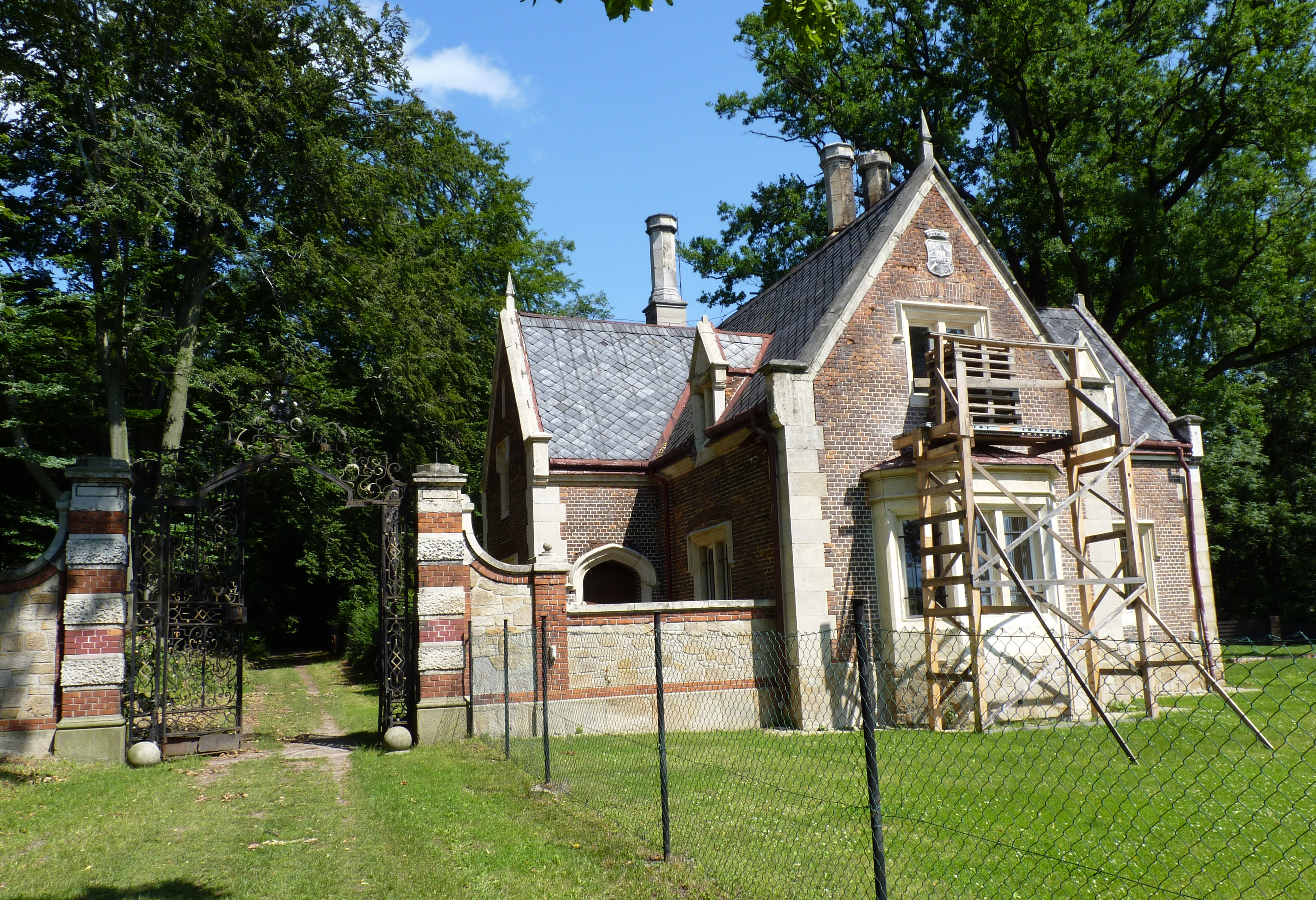
Portierhaus am Ostrauer Tor

Der Schlosspark Schillersdorf (tschechisch Zámecký park Šilheřovice) ist ein Englischer Landschaftsgarten auf dem Gebiet der Gemeinde Šilheřovice (Schillersdorf) im Okres Opava in Tschechien. Er wird heute zu großen Teilen als Golfplatz genutzt und ist Teil des Naturdenkmals Šilheřovice.

## Lage
Der Park mit einer Fläche von 98 ha erstreckt sich auf einer Höhe zwischen 211 und 241 m n.m. im östlichen Teil des Dorfes Šilheřovice bis an die polnische Grenze bei Rakowiec. An seinem nördlichen Rand fließt der Bach Šilheřovický potok/Lipinka, dahinter liegt das Niederdorf von Šilheřovice. Im östlichen Teil des Parks entspringt der Pasecký potok.

## Beschreibung
In der weitläufigen Anlage mit lichten Beständen an hundertjährigen Stieleichen, Winterlinden und Rotbuchen sowie ausgedehnten Rasenflächen befinden sich u. a. das Schloss Schillersdorf, das Jagdschlösschen Schillersdorf, das Palmenhaus (Palmový skleník), der Neptunbrunnen, das Milchhaus (Mléčnice), barocke Skulpturen sowie drei künstlich angelegte Teiche: der eine unterhalb des Schlosses am nordwestlichen Rand des Parks, ein weiterer zentral am Jagdschlösschen und im Südosten beim gleichnamigen Tor der Evelinenteich (Evelinino jezero) – die beiden letzteren mit einer Insel.
Den Ausgangspunkt der landschaftlichen Gestaltung bildete eine vom Schlosssaal über die Schlossterrasse mittig durch die Neptunfontäne bis zu einer mächtigen alten Eiche führenden Hauptachse, die den Gästen der Familie Rothschild einen Ausblick auf eine natürlich gestaltete Landschaft von scheinbar endloser Weite bot. Bei den meisten der im Park wachsenden ca. 5000 Bäume handelt es sich um Eichen und Linden. Besonderheiten sind eine Sumpfeibe im Gelände unter dem Milchhaus, eine Strobe im östlichen Teil des Parks, eine Kanadische Hemlocktanne und eine Schlitzblättrige Buche beim Jagdschlösschen, eine Prachttanne in der Laubbaumgruppe unter dem Neptunbrunnen, ein mächtiger Tulpenbaum vor dem Südflügel des Schlosses sowie ein Ginkgo vor dessen Nordflügel. In der zum Jagdschlösschen führenden Allee befinden sich neun stattliche Ahornblättrige Platanen. Neben den durch Tore geschlossenen Zufahrten sind Portierhäuser erhalten. Die beiden im Süden des Areals gelegenen Tore – Ostrauer Tor (Ostravská brána) und Evelinentor (Kančí brána) – wurden saniert und rekonstruiert.
Durch den Park führt der Lehrpfad Šilheřovice.

## Naturdenkmal Šilheřovice
Der Park einschließlich der vom Ostrauer Tor in den Černý les (Schwarzwald) und vom Evelinentor nach Paseky (Passek) führenden Lindenalleen sowie einer weiteren Allee zwischen Paseky und dem Černý les wurden 2013 auf einer Fläche von 98 ha als Naturdenkmal Šilheřovice unter Schutz gestellt und in der Zentralen Liste der unbeweglichen Kulturdenkmäler der Tschechischen Republik als Kulturdenkmal eingetragen. Wegen des Vorkommens des gefährdeten Juchtenkäfers ist er zugleich als Natura 2000-Schutzgebiet ausgewiesen.

## Geschichte

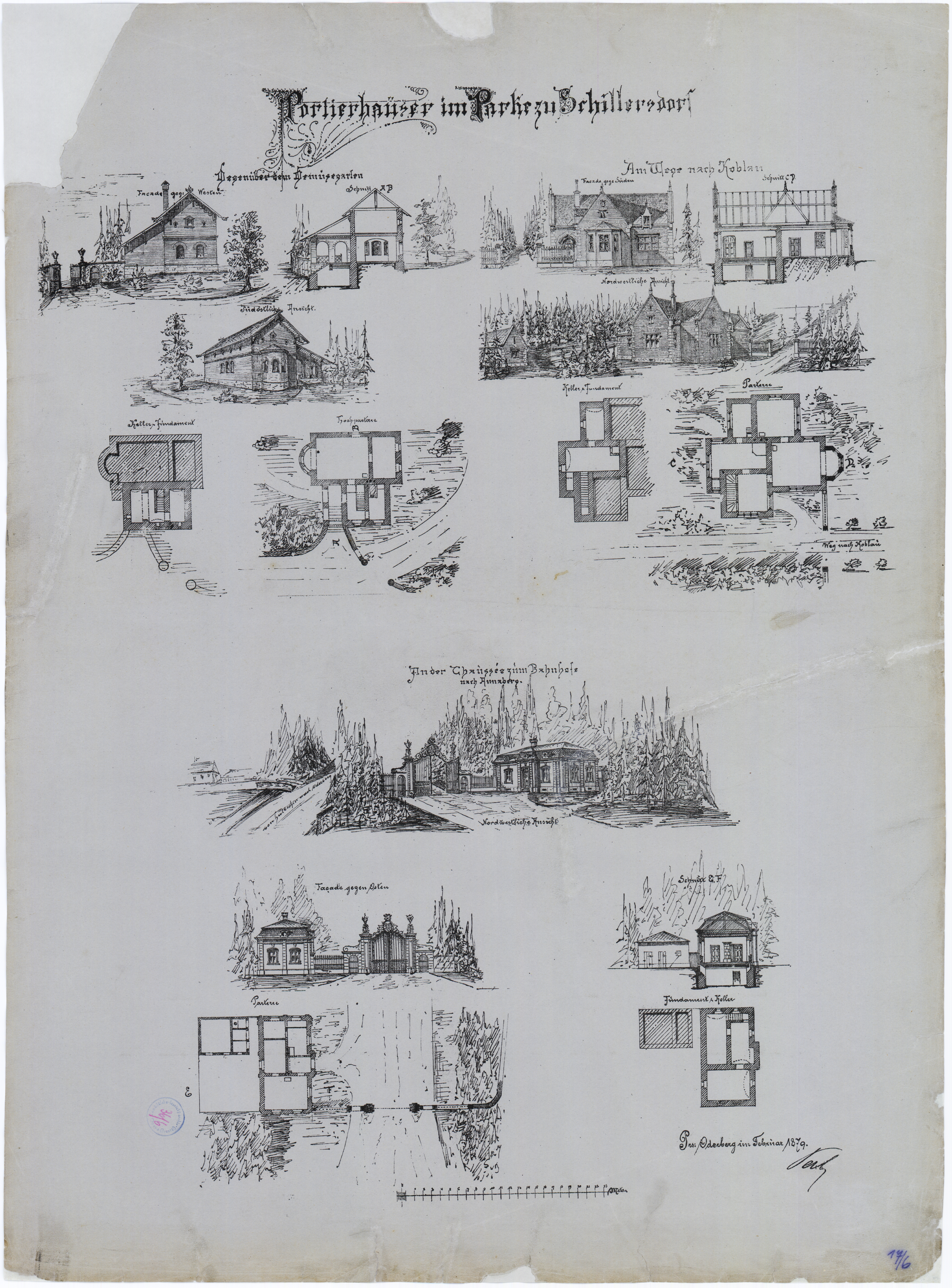
Zeichnungen der Portierhäuser im Schillersdorfer Park (1879)

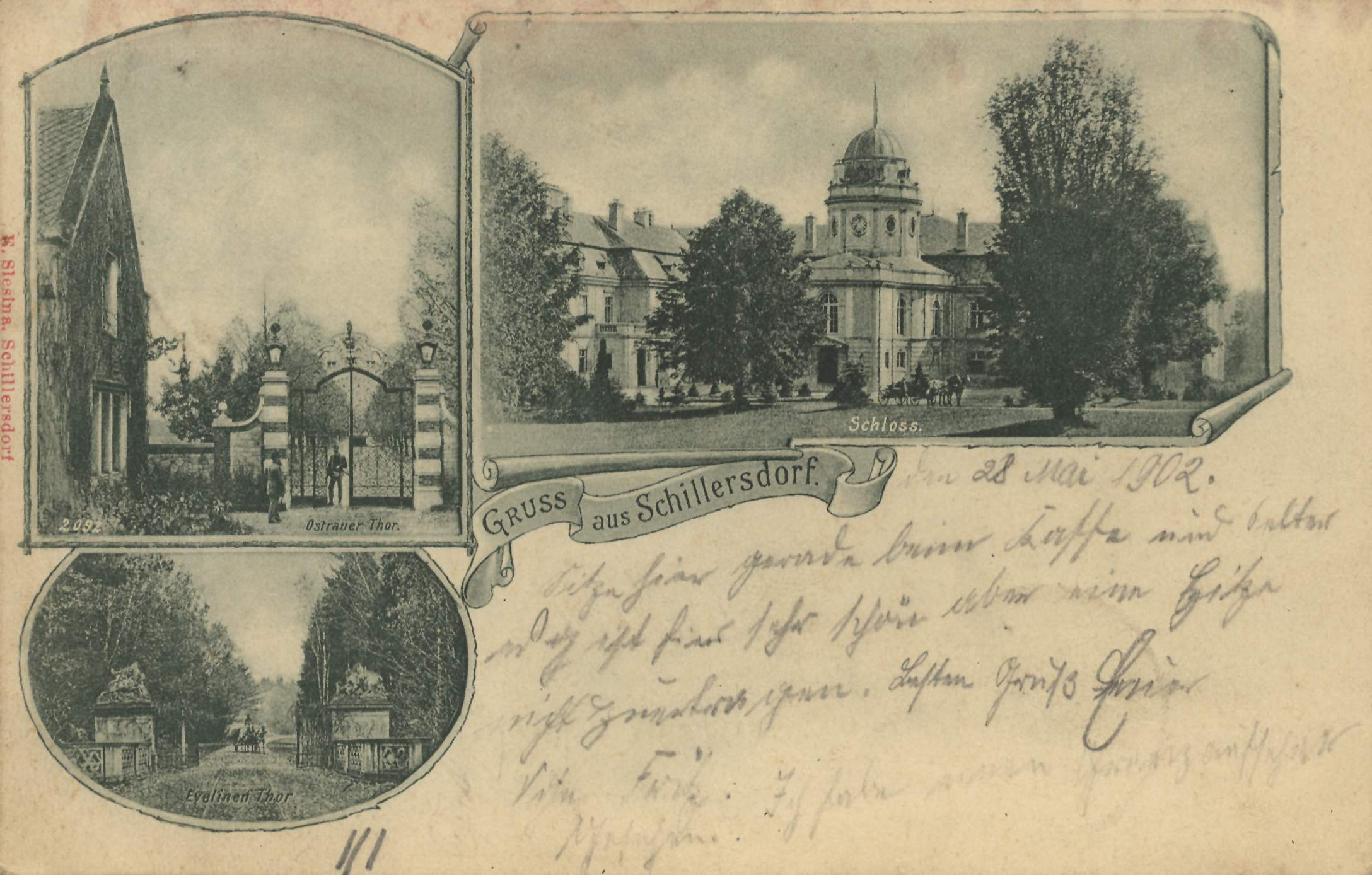
Ansichtskarte von Schloss Schillersdorf sowie dem Ostrauer und dem Evelinentor (um 1900)

Der Gutsbesitzer und Unternehmer Johann Friedrich von Eichendorff (1760–1815), der 1787 die preußische Grundherrschaft Schillersdorf erworben hatte, ließ dort als seinen Herrensitz ein Schloss errichten. Um 1820 wurde – wahrscheinlich auf Veranlassung von Eichendorffs Witwe Maria Anna, geborene von Hoverden – ein Schlosspark angelegt, dessen Baumbestand überwiegend aus Eichen, dem Wappensymbol der Freiherren von Eichendorff, bestand. Die erste schriftliche Erwähnung des Parks steht im Zusammenhang mit dem Verkauf der Herrschaft an Franz Hubert Stücker von Weyershof und stammt aus dem Jahre 1836.
Der Bankier Salomon Meyer von Rothschild (1774–1855), der die Herrschaft Schillersdorf 1845 erworben hatte, und dessen Sohn Anselm Salomon von Rothschild (1803–1874) ließen zwischen 1850 und 1872 den Schillersdorfer Schlosspark unter Leitung ihres Forstverwalters Karl Exner zu einem ihrem Repräsentationsbedürfnis entsprechenden Englischen Naturlandschaftsgarten im Sinne von Capability Brown und Humphry Repton umgestalten und weiträumig vergrößern. Dabei wurden im Wesentlichen einheimische Laubbäume angepflanzt. Während der Park im Jahre 1852 lediglich 15,6 ha umfasste, hatte er 1868 bereits eine Ausdehnung auf über 100 ha erreicht. Vor 1860 entstanden das Palmenhaus, das Kutscherhaus, das Gärtnerhaus und ein Wohnhaus für die Bediensteten.
Auf Grund der insbesondere im zentralen Teil des Parks unzureichenden Wassermengen, die auch aus den Bächen am Parkrand nicht kompensiert werden konnten, ließ Anselm Salomon von Rothschild in den Jahren 1862 bis 1863 in der Nähe des Charlottenhofes das Wasserhebewerk Patlowetz anlegen. Damit wurde Wasser aus der Oder gepumpt und über eine drei Kilometer lange Kunstwasserleitung zum Wasserturm auf der Juliánka am Rande des Parks geführt, wo es über eine Gravitationsleitung in den Park und in die herrschaftlichen Nutzgärten abgegeben wurde.
Anlässlich der Hochzeit seines Sohnes Ferdinand mit Evelina Gertrude de Rothschild ließ Anselm Salomon von Rothschild zu Beginn der 1860er Jahre an der Stelle eines herrschaftlichen Hofes das repräsentative Jagdschlösschen sowie den Evelinenteich am Platz des Gehöftes Skowrankow anlegen. Im Jahre 1865 verbrachten Ferdinand und Evelina von Rothschild ihre Flitterwochen im Jagdschlösschen.
Im Jahre 1913 ernannte die Familie Rothschild den englischen Gartenexperten Charles Mathews zum Obergärtner in Schillersdorf; unter dessen Leitung wurde der Park vollendet.
Aufgrund des Versailler Vertrages wurden die Schillersdorfer Güter 1920 als Teil des Hultschiner Ländchens der Tschechoslowakei zugeschlagen. Nach dem Münchener Abkommen vom 29. September 1938 fiel die Gegend wieder dem Deutschen Reich zu. Die Güter des jüdischen Alphonse Maier Rothschild wurden 1939 „arisiert“. Als das Schloss zum Ende Zweiten Weltkrieges 1945 als Feldlazarett genutzt wurde, wurden die Verstorbenen im Schlosspark beerdigt. Nach dem Ende des Krieges kam das Gebiet an die Tschechoslowakei zurück. Der Schillersdorfer Großgrundbesitz wurde nunmehr durch die Beneš-Dekrete als deutscher Besitz konfisziert und verstaatlicht; eine Rückübertragung an die Familie Rothschild erfolgte nicht. Zur Verwaltung des Schlosses und Parks wurden sogenannte Nationalverwalter eingesetzt, die Plünderungen, Diebstähle und Zerstörungen nicht verhinderten. In der Nachkriegszeit verwahrloste der Park, die Schäden am Bewässerungssystem wurden nicht behoben. Die Fenster des Palmenhauses wurden eingeschlagen. Während das Schloss wegen neuer Nutzungen als Kinderheim, Internat bzw. Berufsschule eine Grundinstandhaltung erfuhr, blieb der Park sich selbst überlassen.
Unter der Trägerschaft der Sportgemeinschaft der Klement-Gottwald-Hütte (NHKG) entstand 1970 im Park ein 18-Loch-Golfplatz. Nach der Samtenen Revolution 1989 ließ der Golfsportverein 1992 die Anlage umgestalten und griff im Widerspruch zum Nutzungsvertrag durch eigenmächtige Baumfällungen in die Struktur des Landschaftsparks ein. Im Zuge der Privatisierung wurde der Golfplatz 2002 an den Sportverein veräußert sowie das Jagdschlösschen zusammen mit dem Schloss und den übrigen Teilen des Parks an die Gesellschaft Racimolo Roni verkauft. Danach wurde wieder mit der Pflege des Parks begonnen.

## Kleindenkmale des Parks
- Palmenhaus bzw. Glashaus, das vor 1860 hauptsächlich aus Glas und in den Witkowitzer Eisenwerken gefertigten Bögen aus Eisenguss errichtete Bauwerk wurde in den 2000er Jahren saniert. Es dient heute als Restaurant und Sitz des Golfclubs.
- Neptunbrunnen, die im ersten Drittel des 19. Jahrhunderts errichtete Anlage in der Form eines länglichen Vierpasses befindet sich östlich des Schlosses vor der Hauptgartenfassade. In der Mitte des Beckens befindet sich eine Statuengruppe mit dem Neptun.
- Evelinentor bzw. Ebertor (Kančí brána), auf den beiden Sockeln der Steinbrücke über den Oberlauf des in den Evelinenteich fließenden Baches Pasecký potok befinden sich Skulpturen, die die Hirschjagd und Eberjagd darstellen.
- Ostrauer Tor (Ostravská brána), das mit 1716 datierte kunstvoll geschmiedete Tor zwischen Steinpfeilern ist mit Vergoldungen und polychromen Anstrichen verziert.[5]